# Вербина, Екатерина Андреевна
Екатерина Андреевна Вербина (28 августа 2000, Красноярск, Красноярский край, Россия) — российская женщина-борец вольного стиля, чемпионка Европы 2025 года, призёр чемпионата России.

## Биография
В детстве в Красноярске занималась танцами, а в борьбу попала случайно, в 15 лет перебралась в Пятигорск, где встретила тренера Алихана Карацева. Представляет Дагестан. Является выпускницей хасавюртовского Училища олимпийского резерва, где выступала под руководством Алихана Карацева и Гамзата Абасова. После чего стала выступать в махачкалинской школе «Чемпион» у тренера Светланы Грачёвой. В июле 2017 года в Сараево стала победителем чемпионата Европы среди кадетов. В июня 2019 года в Понтеведре (Испания) стала победителем юниорского первенства Европы. В июне 2022 года завоевала серебряную медаль чемпионата России в Наро-Фоминске, уступив в финале Милане Дадашевой. 10 апреля 2025 года на чемпионате Европы Братиславе в весовой категории до 55 кг завоевала золотую медаль. В финальной схватке одолела соперницу из Франции Татьяну Дебьен.

## Спортивные результаты
- Чемпионат Европы по борьбе среди кадетов 2017 — ;
- Чемпионат Европы по борьбе среди юниоров 2018 — ;
- Чемпионат мира по борьбе среди юниоров 2018 — ;
- Чемпионат Европы по борьбе среди юниоров 2019 — ;
- Чемпионат мира по борьбе среди юниоров 2019 — ;
- Чемпионат мира по борьбе среди молодёжи U23 2019 — 5;
- Чемпионат России по женской борьбе 2020 — 5;
- Чемпионат Европы по борьбе среди молодёжи U23 2021 — ;
- Чемпионат мира по борьбе среди молодёжи U23 2021 — ;
- Чемпионат России по женской борьбе 2022 — ;
- Чемпионат России по женской борьбе 2023 — ;
- II Игры стран СНГ 2023 — ;
- Чемпионат России по женской борьбе 2024 — ;
- Чемпионат Европы по борьбе 2025 — ;